# Шемплиньский, Казимеж
Казимеж Влодзимеж Шемплиньский (пол. Kazimierz Włodzimierz Szempliński, 7 января 1899 — 12 февраля 1971) — польский военный, призёр чемпионата мира по фехтованию.

## Биография
Родился в 1899 году в Варшаве (Российская империя). После образования независимой Польши вступил в Войско Польское, участвовал в советско-польской войне. В межвоенный период делал военную карьеру. Занимался лёгкой атлетикой, футболом, фехтованием. В 1930 году стал чемпионом Польши в фехтовании на шпагах и завоевал бронзовую медаль в командном первенстве на саблях на Международном первенстве по фехтованию в Льеже (в 1937 году Международная федерация фехтования задним числом признала все проходившие ранее Международные первенства по фехтованию чемпионатами мира). В 1935 году стал чемпионом Войска Польского в фехтовании на шпагах и в фехтовании на саблях. В 1936 году принял участие в Олимпийских играх в Берлине, но там польская команда шпажистов заняла лишь 5-е место. В 1937 году принял участие в первом официальном чемпионате мира по фехтованию, но занял лишь 4-е место.
На момент начала Второй мировой войны был адъютантом командира 30-го пехотного полка 10-й пехотной дивизии. 14 сентября 1939 года смог с группой солдат пробиться в Варшаву и принять участие в обороне столицы. После капитуляции Варшавы оказался в немецком плену, сначала содержался в лагере под Арнсвальдом, а потом — в лагере под Вольденбергом. После освобождения вернулся на родину.